# Bleu de méthyle
Le bleu de méthyle est un colorant chimique. Il porte trois fonctions sulfonate de sodium qui en font un composé organo-sulfuré.